# Denkmal für Herzog Ludwig den Reichen

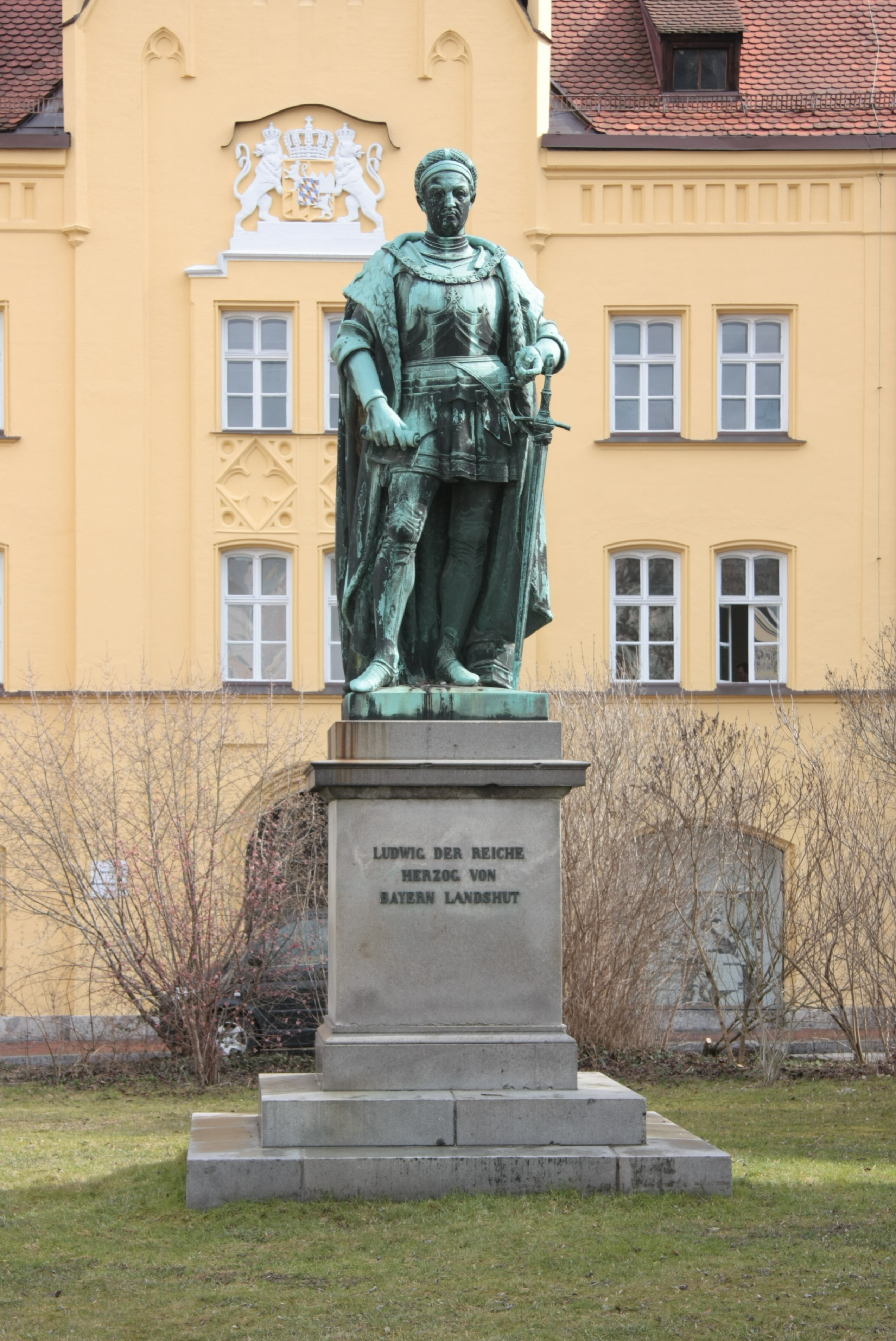
Denkmal für Herzog Ludwig den Reichen

Das Denkmal für Herzog Ludwig den Reichen ist ein Bronzestandbild in der niederbayerischen Stadt Landshut.
Es stellt auf einem Granitsockel Ludwig den Reichen dar, der von 1450 bis 1479 Herzog von Bayern-Landshut war. 
Gestaltet von Friedrich Brugger und gegossen von Ferdinand von Miller wurde es 1858 auf dem Dreifaltigkeitsplatz aufgestellt.